# Kayoko Kotohiki
Kayoko Kotohiki (琴弾 加代子 Kotohiki Kayoko?) es un personaje de la novela Battle Royale. En la película y el manga tiene el mismo nombre. En la película el papel de Kayoko Kotohiki fue interpretado por Takayo Mimura.

## Descripción
Kotohiki tiene cejas arqueadas y bonitas, ojos pequeños y curvos, una nariz pequeña y bien formada y unos labios anchos con una bonita forma en el centro; tiene el pelo liso, moreno y le llega hasta los hombros, siempre se lo recogía con un pasador azul marino cuando vestía con kimono para la Ceremonia del Té y, además, Kotohiki nunca usaba maquillaje para ningún evento. Kotohiki tiene una hermana mayor. Hiroki Sugimura, un compañero de clase, está enamorado de ella pero Kotohiki no sabe los sentimientos que tiene hacia ella.
Aunque según el estereotipo la gente que estudia y practica la ceremonia del té son vistos individuos solemnes y elegantes, según Shuya Nanahara Kayoko, a pesar de estar en la ceremonia del té, siempre parecía ser alguien más bien alegre que elegante.

## Antes del juego
Kayoko Kotohiki es una de las estudiantes de la clase de tercer año del instituto Shiroiwa de la ciudad ficticia de Shiroiwa (en la prefectura de Kagawa en la novela y el manga mientras que en la película es en la prefectura de Kanagawa). Kotohiki asiste a clases de Ceremonia del Té que hacen en el colegio, su profesora la considera una chica llena de ganas de aprender y energía pero carente de elegancia, que es lo que se espera de alguien que realiza la Ceremonia del Té. Kotohiki se enamora perdidamente del nieto de uno de los directores de la escuela, el chico tiene diecinueve años, pero solo coincidieron dos veces. La primera vez fue cuando el director cayó enfermo, él tuvo que sustituirlo y organizar la Ceremonia para un importante oficial del gobierno. Después, Kotohiki le pregunta si se encuentra bien y él se sorprende que Kotohiki hable con una madurez impropia de su edad. La segunda vez fue en los jardines del templo, ambos hablaban animadamente sobre ella y la Ceremonia del Té.
En el manga, Kotohiki no asiste a clases de Ceremonia del Té sino a clases de Ikebana. Las clases de Ikebana estaban en el mismo centro cultural donde Sugimura practicaba Kenpō. Al terminar la clase de Kenpo, desde la ventana de la clase de Ikebana, Sugimura casi todos los días observaba a Kotohiki cómo trabajaba con las flores. El profesor de Kenpo de Sugimura y Mimura le pillan a Sugimura espiando a Kotohiki y se dan cuenta de que Sugimura siente algo por ella. En esta versión (manga), Kotohiki y Sugimura hablan por primera vez en clase cuando ella descubre que Sugimura oculta un gato debajo de su pupitre, le ayuda a cuidar al gato y le dice que ella tiene tres gatitos en su casa así que por eso sabe manejar bien la situación. En el manga se revela que Kotohiki sentía cierto temor a Sugimura porque éste practicaba artes marciales, pero al verlo con el gato descubre que en verdad es un chico sensible y bueno.
En el manga, Kotohiki menciona que su madre en verdad es amante de su padre y que su padre financia el bar que regenta su madre. También menciona que algunas veces la ayuda en el bar como camarera suplente.

## En el juego
Kotohiki consigue permanecer oculta en casi todo el juego optando por no moverse a menos que la activación de las zonas de peligro se lo exigiera; en un inicio se escondió en el sector occidental de las montañas y atestiguó de primera mano la muerte de Yumiko Kusaka y Yukiko Kitano, aun así decidió quedarse inmóvil en el lugar dominada por el miedo a encontrarse con el asesino mientras se trasladaba, posteriormente se vio obligada a moverse en dos ocasiones para evitar quedar dentro de una zona de peligro; por lo mismo, a diferencia de muchos de sus compañeros, no recolectó de casas o locales víveres y artículos de primera necesidad, sobreviviendo solo con el poco pan y agua embotellada que le fue entregado con su equipamiento al abandonar el colegio, como consecuencia, el último día se encontraba física y mentalmente en pésimas condiciones ya que estaba hambrienta, deshidratada y afectada por la falta de sueño ya que debido a su miedo a ser descubierta se había obligado a mantenerse despierta en todo momento desde el primer día. Al evitar contactar a otros alumnos Kotohiki ignoraba por completo que Sugimura había pasado la mayor parte del juego buscándola para protegerla. 

## Destino

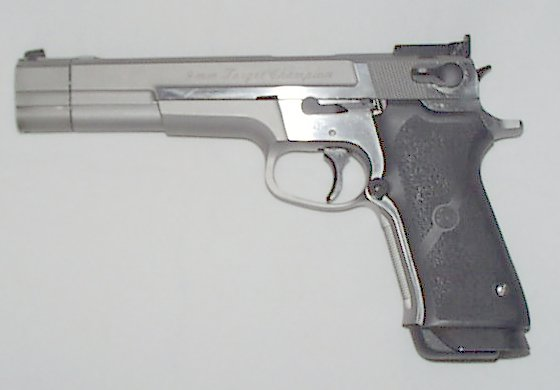
La pistola Smith & Wesson M59 fue el arma asignada a Kayoko durante el programa.

Al final, tras ser herido por Kazuo Kiriyama, Sugimura consigue encontrarla gracias a que le fue asignado un detector, pero Kotohiki, aterrada, pensaba que deseaba matarla por lo que corre  mientras él la sigue; entonces, sin mirar, se da la vuelta y dispara con su arma (una pistola Smith & Wesson M59 automática). En la película, Sugimura llega a un hospital abandonado y ella, al verle llegar, se apresura a esconderse; Sugimura sabe que ella está ahí por su detector GPS y comienza a llamarla. Kotohiki, al intentar esconderse en otro sitio hace ruido que Sugimura escucha por lo que se dirige a ella, asustada, sale de su escondite y lo acribilla con su pistola Big Sauer P226 hasta vaciar el cargador. Tanto en la novela como en la película; Sugimura, agonizando, le confiesa su amor a Kotohiki y le dice que escape porque puede venir alguien atraído por los disparos. También le explica cómo reunirse con Shuya Nanahara, Shōgo Kawada y Noriko Nakagawa para que escape de la isla con ellos. En la novela, las instrucciones de huida de Sugimura las escuchan también Kazuo Kiriyama y Mitsuko Souma que acechaban cerca. Al morir Sugimura, Kotohiki es atacada por Mitsuko que la mata disparándola. En la novela, le dispara dos veces (una en la pierna y otra en la espalda) mientras que en la película es un tiro único y letal al corazón.
En la versión del manga, el encuentro de Sugimura con Kotohiki es muy distinto. Cuando Sugimura la encuentra, él intenta acercarse pero ella le intenta disparar. Viendo que Kotohiki desconfía de él, tira su mochila y queda totalmente desarmado y le habla sobre el gato y del nombre que le puso. Kotohiki baja el arma y rompe a llorar pidiéndole perdón a Sugimura. Sugimura le explica el plan de Kawada de huida y da la señal acordada para reunirse. Pero Kazuo Kiriyama los encuentra y espera al momento idóneo para atacar; cuando llevan bastante rato corriendo, Kiriyama los confronta y pelea con Sugimura mientras que Kotohiki observa totalmente petrificada. Cuando Kotohiki se da cuenta de que debe ayudar a Sugumira saca su arma (una pistola Colt. M1911) y dispara a Kiriyama. Entonces, Sugimura lo ataca y consigue salvar a Kotohiki. Kiriyama finge su muerte, él lleva puesto el chaleco antibalas Kevlar que le había quitado a Toshinori Oda. Sugimura corre a abrazar a Kotohiki y le declara su amor. Kiriyama aprovecha este descuido y dispara a Sugimura, quien antes de morir pide a Kotohiki que huya, ella sin embargo prefiere quedarse junto a él, muriendo de un disparo en la cabeza segundos después que el muchacho.